# Bornum (Bockenem)
Bornum, zeitweilig auch Bornum/Harz, ist ein Stadtteil von Bockenem im Landkreis Hildesheim in Niedersachsen, der in der historischen Landschaft des Ambergaus liegt. 

## Geografie
Der Ort liegt rund vier Kilometer südlich der Kernstadt Bockenem unmittelbar an der A 7, durch den Ort führt die B 243 Hildesheim-Seesen. Bornum liegt 128 Meter über NN.

## Geschichte
Bornum wurde 1132 erstmals urkundlich erwähnt. Es war Sitz der Herren von Bornem, wichtigste Grundbesitzer waren das Kloster Lamspringe, die Herzöge von Braunschweig, sowie die Grafen von Wohldenberg. Eine Burg in Bornum wird nur ein einziges Mal im Jahr 1340 erwähnt, wobei sich daraus keine Rückschlüsse auf Alter und Besitzer ziehen lassen. Die Spuren der Befestigung waren noch zu Beginn des 20. Jahrhunderts südlich der Kirche sichtbar.
Bornum war lange Zeit ein industriell geprägtes Dorf. Seit 1727 bestand an der Nette die Wilhelmshütte. Sie wurde bis zu ihrem Konkurs 1966 mit etwa 600 Mitarbeitern als Herd- und Ofenfabrik betrieben. Dort wurde der weit über die Region bekannte BORNUM-Ofen hergestellt. Durch den Bau der Bahnstrecke Derneburg–Seesen, die 1887 bis Bockenem und 1889 bis Seesen fertiggestellt wurde, erhielt Bornum durch die Einrichtung eines Haltepunktes Bahnanschluss. Die Strecke wurde allerdings 1990 für den Personen- und 1995 auch für den Güterverkehr stillgelegt. Sie wird noch gelegentlich von einer Museumseisenbahn und vereinzelt zur Beförderung von Gütern genutzt.
Zur Entwicklung des Postwesens in Klein-Rhüden und Bornum siehe: Postroute Braunschweig-Göttingen.
Am 1. März 1974 wurde die Gemeinde Bornum am Harz, die dem Landkreis Gandersheim angehörte, in die Stadt Bockenem eingegliedert.

## Religion
Fast am östlichen Ortsende befindet sich in der Heerstraße die evangelisch-lutherische Kirche St. Cosmas und St. Damian, zur Propstei Gandersheim-Seesen gehörend.
Die katholische Kirche St. Theresia vom Kinde Jesu wurde 1958/59 erbaut, sie war eine Filialkirche der Pfarrgemeinde St. Clemens in Bockenem. 2010 erfolgte ihre Profanierung, das Gebäude wird heute von einer Dachdeckerei genutzt. Heute befindet sich die nächstgelegene katholische Kirche fünf Kilometer entfernt in Bockenem.

## Politik

### Ortsrat
Der Ortsrat, der den Ortsteil Bornum vertritt, setzt sich aus sieben Mitgliedern zusammen. Die Ratsmitglieder werden durch eine Kommunalwahl für jeweils fünf Jahre gewählt. 
Bei der Kommunalwahl 2021 ergab sich folgende Sitzverteilung:
- CDU: 4 Sitze
- SPD: 3 Sitze

### Ortsbürgermeister
Ortsbürgermeister ist Ralf Marten (CDU).

## Kultur und Sehenswürdigkeiten
- Bedeutendstes Gebäude in Bornum ist die evangelische Kirche St. Cosmas und Damian mit ihrem wuchtigen Viereckturm.
- Der frühere Hochofen der Wilhelmshütte ist seit seiner Renovierung 1982 ein Industriedenkmal.
- Mehrmals im Jahr verkehrt eine Museumseisenbahn zwischen Derneburg und Bornum.

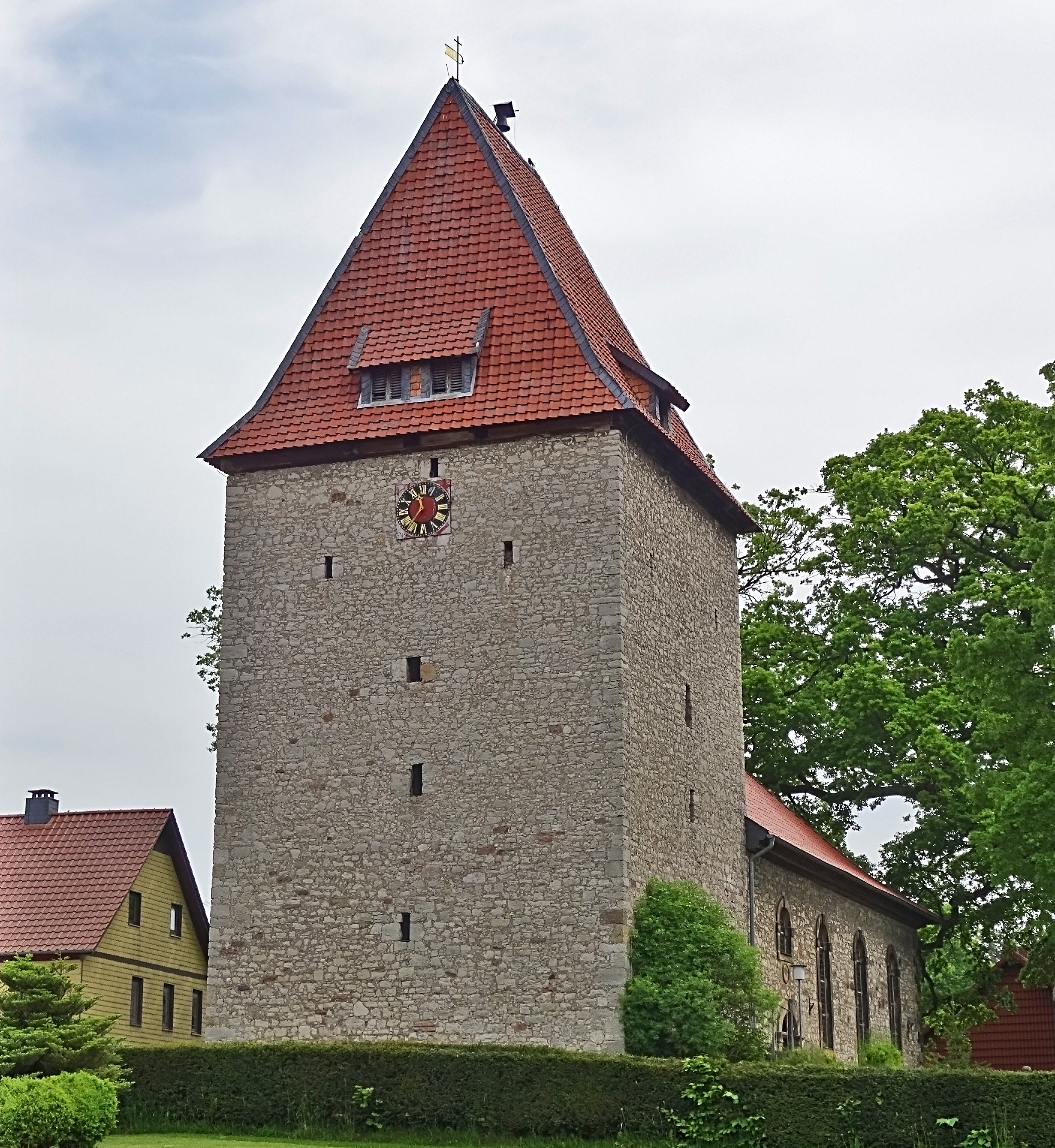
Dorfkirche
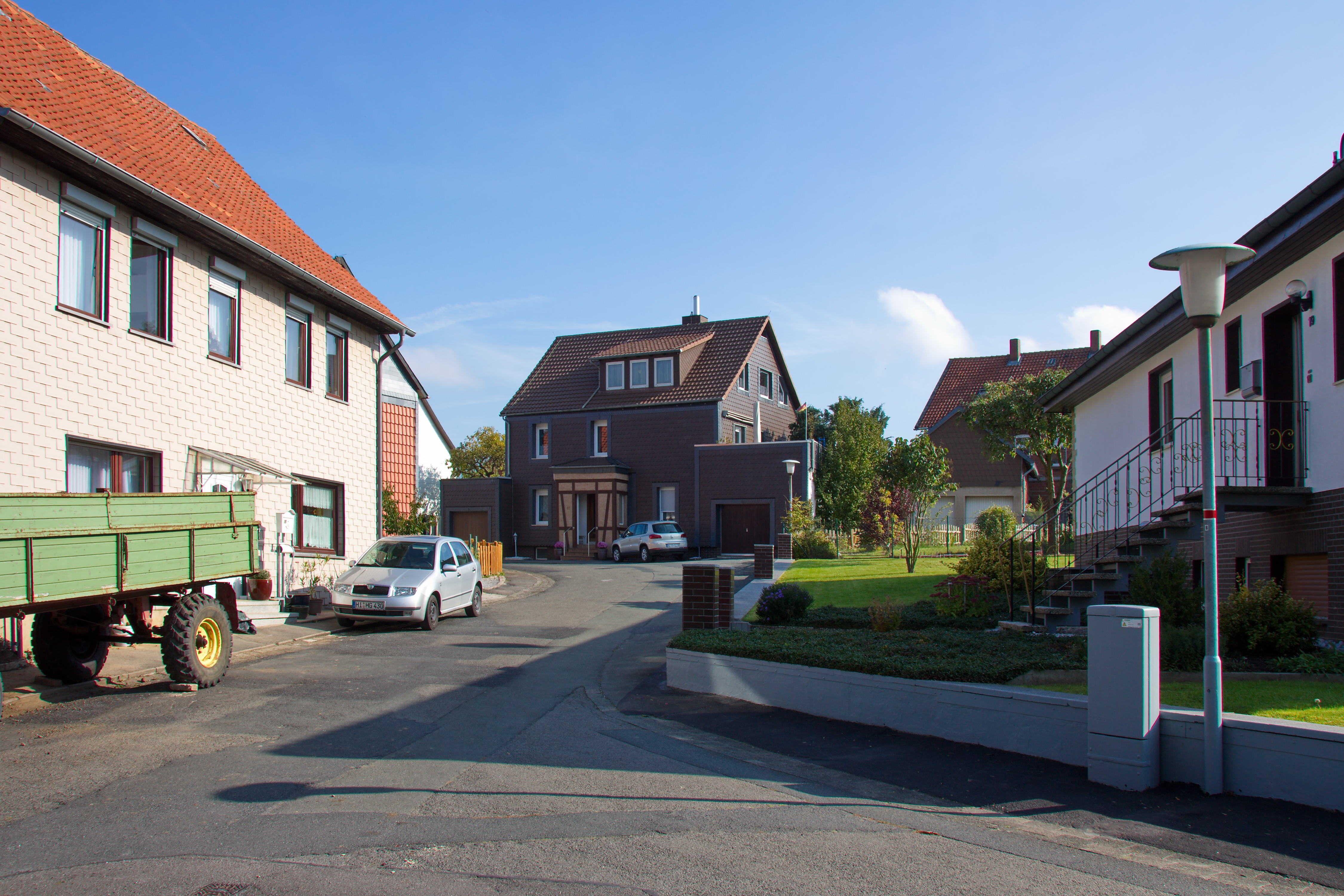
Ortsblick
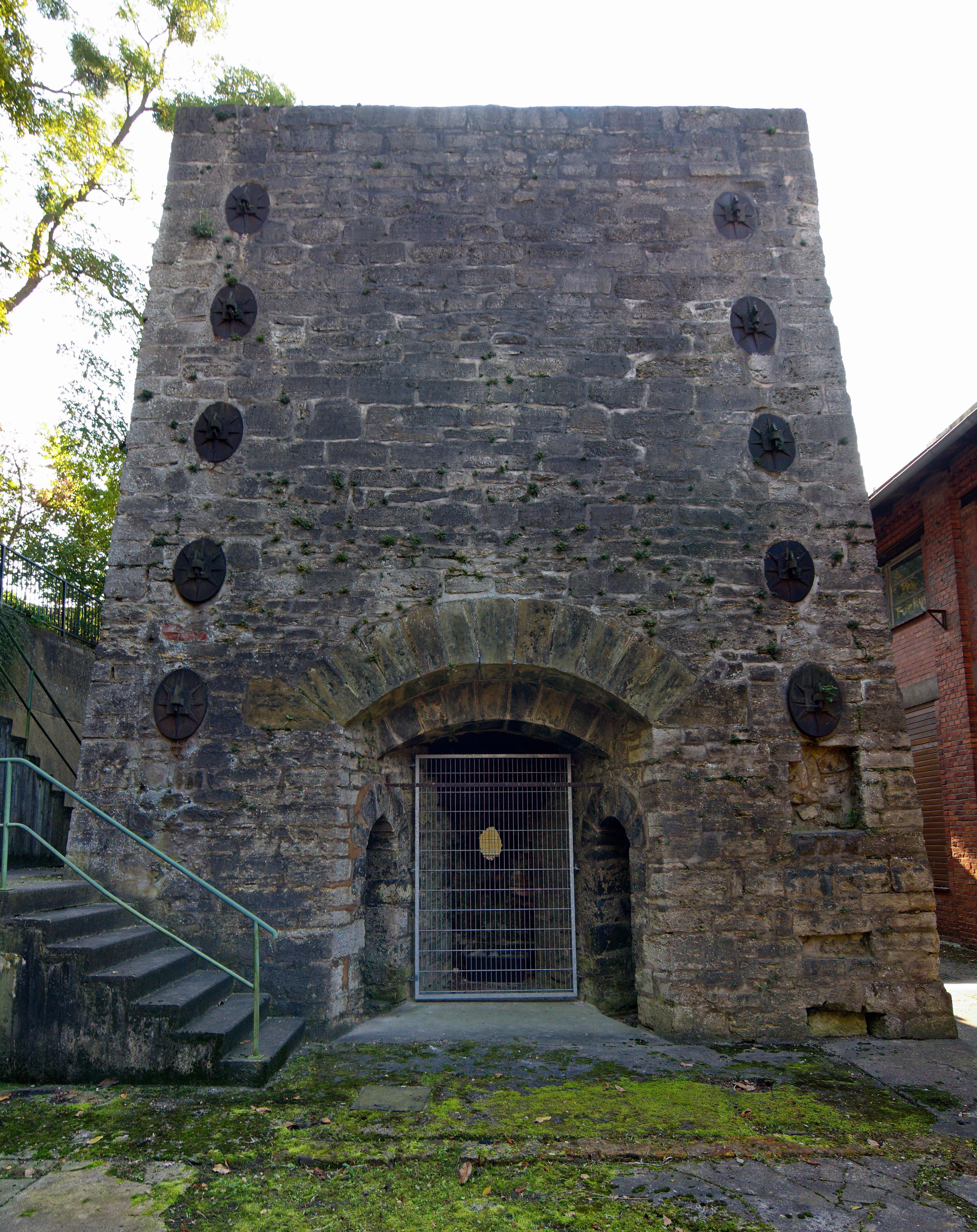
Historischer Hochofen von 1727
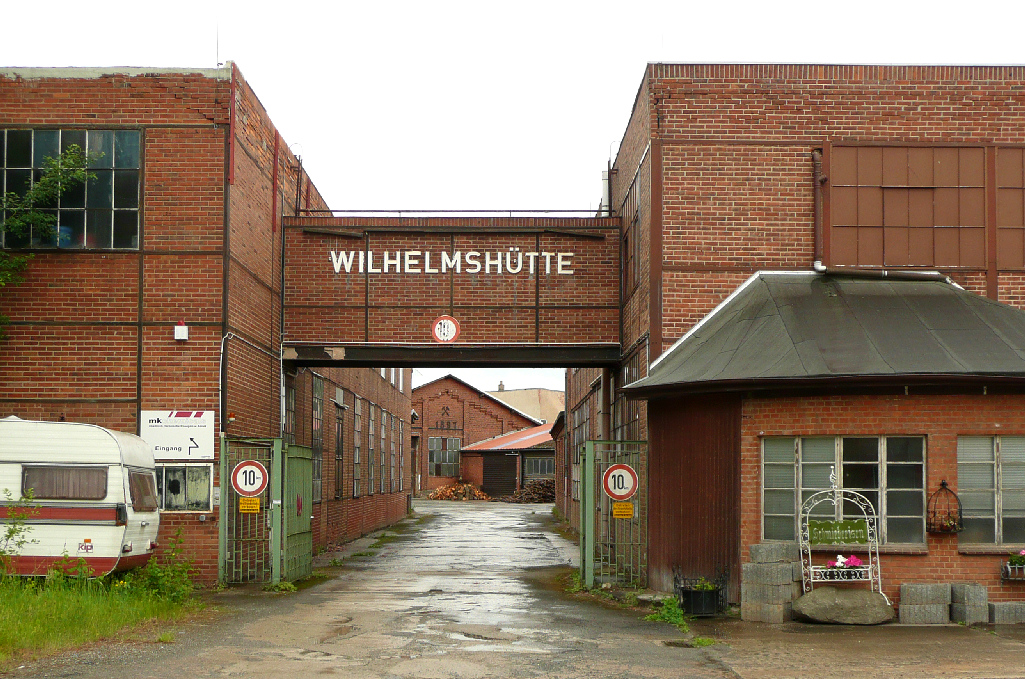
Wilhelmshütte

## Wirtschaft und Infrastruktur

### Unternehmen

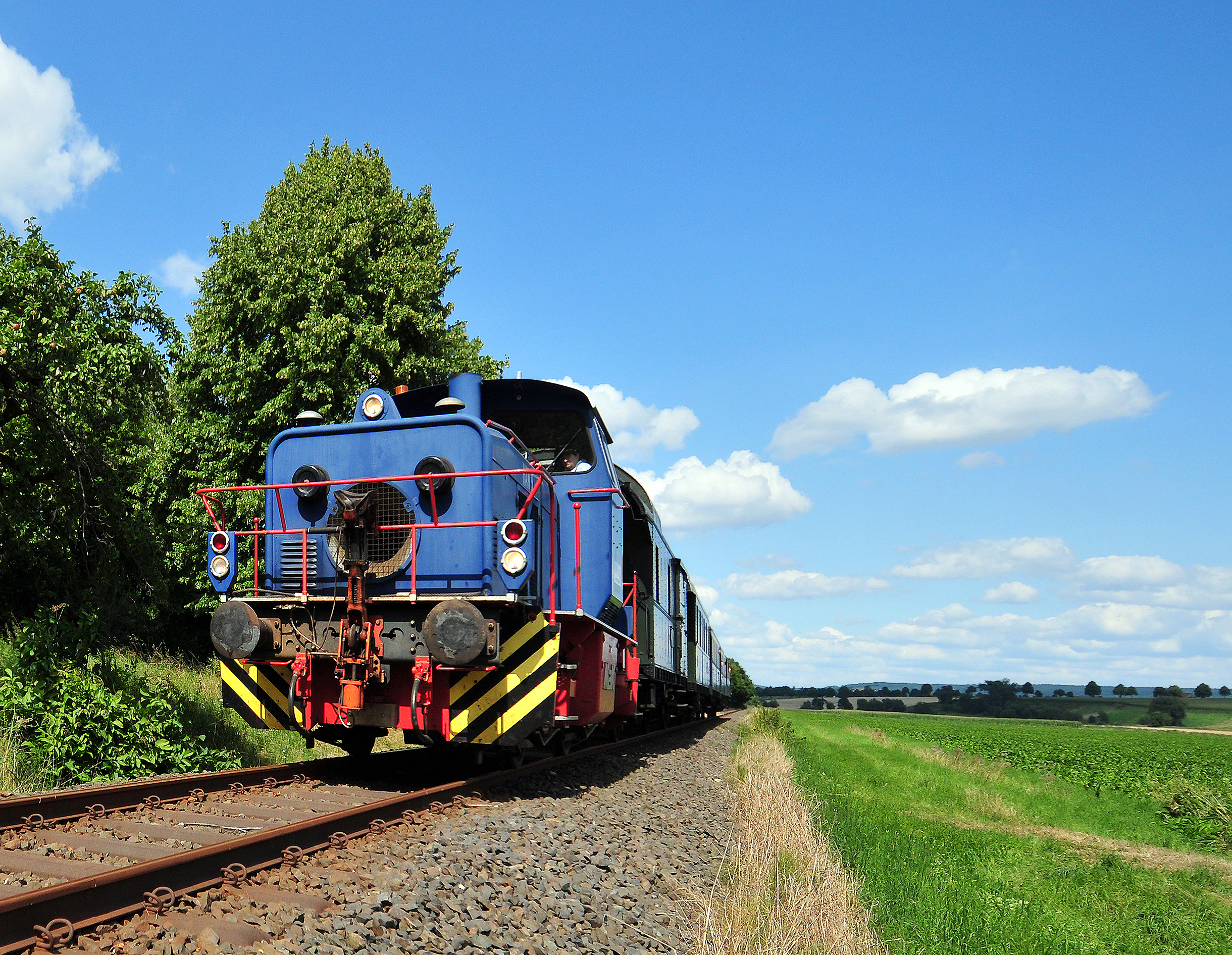
Die Werksbahn HAW 9 der HAW Linings GmbH in Bornum zieht im Auftrag der Betriebs-Gemeinschaft Hildesheim e. V. deren Museumswagen auf der Bahnstrecke von Derneburg nach Bornum.

- Die HAW Linings GmbH ist ein Unternehmen der GBT-Unternehmensgruppe, das sich in Bornum seit über 80 Jahren auf den industriellen Korrosionsschutz spezialisiert hat. Ihr Angebot reicht von der Gummierung von Bauteilen und Apparaten – in der Regel Stahl – bis hin zur Fertigung der Apparate und Stahlbauteile selbst, inklusive des Korrosionsschutzes.
- Die HAW Linings GmbH  hat 1996 die Bahnstrecke von Derneburg nach Bornum gepachtet, um Kesselwagen, die eine neue Innenbeschichtung erhalten sollen, zu ihrem Werk in Bornum zu bringen. 1996 kaufte sie dafür die Diesellokomotive HAW 9 mit Gelenkwellenantrieb als Werksbahn. Die Diesellokomotive wurde im Jahr 1966 von der Maschinenbau Kiel unter der Serienbezeichnung MaK G 320 B ex und der Fabriknummer 220083 gebaut. Die HAW Linings GmbH stellt die Diesellok der Dampfzug Betriebs-Gemeinschaft Hildesheim e. V. für deren Fahrten mit historischen Eisenbahnwagen auf der Bahnstrecke von Derneburg nach Bornum zur Verfügung.

### Bildung
Bornum verfügt über einen Kindergarten und eine Grundschule.